# Pierre Smets
Pierre Smets (ur. 19 marca 1950) – belgijski judoka. Olimpijczyk z Monachium 1972, gdzie zajął dziewiętnaste miejsce w kategorii open.
Siódmy na mistrzostwach świata w 1975. Zdobył trzy medale na akademickich MŚ i dwa na wojskowych MŚ.

## Letnie Igrzyska Olimpijskie 1972
| Konkurencja | Rundy eliminacyjne  | Klas. końcowa |
| Konkurencja | 1/32                | Miejsce       |
| ----------- | ------------------- | ------------- |
| open        | Klaus Glahn (FRG) P | 19.           |